# 納傑日德島
70°44′S 11°40′E / 70.733°S 11.667°E
納傑日德島（德語：Nadezhdy Island），是南極洲的島嶼，位於毛德皇后地的阿斯特里德公主海岸，長1.9公里，由德國探險隊拍攝空中照片，現時由南極條約體系管理。